# Lapita
Koordinaten: 21° 6′ 10″ S, 164° 47′ 56″ O
Lapita ist eine archäologische Fundstelle auf der Foué-Halbinsel an der Westküste der neukaledonischen Hauptinsel Grande Terre.

## Erstentdeckung
Bereits 1908 fand der deutsche Pater Otto Meyer auf der Insel Watom im Bismarck-Archipel ein paar verzierte Tonscherben und schickte sie nach Paris an das Musée de l’Homme, wo sie unbeachtet in einem Lagerraum verschwanden. 1920 fand der Anthropologe William C. McKern (1892–1988) im 3700 Kilometer entfernten Tonga die gleiche Keramik. Von Meyers Fund hatte er nie gehört und stellte keinen Zusammenhang her.
Die Fundstelle Lapita (Site WKO013), wurde erst 1947 durch den Ornithologen und Anthropologen Edward W. Gifford (1887–1959), einem ehemaligen Mitarbeiter McKerns, umfassend ausgegraben. Er erkannte jedoch die Verbindung zu den früheren Funden sofort. Mit der damals neuen Radiokohlenstoffdatierung bestimmte er das Alter der Tonscherben auf 2400 bis 2800 Jahre. Die Bezeichnung Lapita stammt von Einheimischen und war in Annahme der Archäologen der Name des Fundorts, tatsächlich beschreibt der Begriff jedoch die Tätigkeit der Archäologen während des Fundes ("ein Loch graben").
Lapita ist die namensgebende Fundstelle für die pazifische Lapita-Kultur. Die Fundstelle wurde durch Oberflächenfunde von Keramik mit Muschelabdrücken entdeckt. Diese Keramik war bereits von den Inseln Watom und L’Île-des-Pins bekannt. Die Fundstelle wurde in einem Quadratsystem in künstlichen Schichten ausgegraben. Die Entdeckung der Fundstelle wurde 2002 durch eine internationale Konferenz in Nouméa gefeiert.
2004 wurde bei Plantagenarbeiten auf der Insel Efate (Vanuatu) eine 3000 Jahre alte Grabstätte der Lapita-Kultur mit den Überresten von mehr als 60 Leichnamen entdeckt. Außerdem konnten sechs vollständig erhaltene Tongefäße aus dieser Zeit dort geborgen werden. Dies ist bis heute der älteste Fund der Lapita-Kultur.

## Lapita-Kultur
Die Lapita-Kultur, wie Gifford sie nannte, schrieb er den so genannten „Austronesiern“ zu. Sie brachen auf Taiwan auf und segelten über die Philippinen, Indonesien und Papua-Neuguinea bis weit in den Pazifik. Eine unvergleichliche Völkerwanderung, die um 3000 v. Chr. begann und mit deren Ende die pazifische Inselwelt entdeckt und besiedelt war.

### Waga
Die Lapita-Leute hatten einen Bootstyp entwickelt, den sie waga nannten. Ein Auslegerkanu mit geschnitzten Bug- und Heckfiguren am Doppelrumpf, mit Mattensegeln und einer großen Plattform, auf der Menschen, Tiere und Gebrauchsgegenstände Platz fanden. Diese Großkanus konnten bis zu 20 Meter lang sein.
Um 2000 v. Chr. probieren die Lapita-Leute ihre wagas und ihr seglerisches Können in melanesischen Gewässern aus. Sie erwiesen sich als ideal für die Weiterentwicklung ihrer Kanus und ihres seglerischen Geschicks durch dicht beieinander liegenden Inseln Melanesiens. Vom Bismarck-Archipel in Papua-Neuguinea aus stießen die Lapita-Leute bis zu den Salomon-Inseln und Vanuatu vor. Nun lag der offene Ozean vor ihnen. Die Lapita-Kultur verbreitete sich auf den Fidschi, erreichte Tonga und um 1000 v. Chr. die Samoainseln. Die Verbindung zur alten Heimat wurde noch lange aufrechterhalten. Wagas segelten zwischen Polynesien und Melanesien beladen mit Menschen und Gütern. Aus den Lapita-Leuten wurden Polynesier.
Bronisław Malinowski verbrachte die Jahre von 1914 bis 1920 mit ethnografischen Untersuchungen auf Papua-Neuguinea zu. Auf den Trobriand-Inseln dokumentierte er den Bau von wagas. Das Wort waga stand für alle Arten von Seefahrzeugen. Der größte Bootstyp, der hochseetüchtig war, die größte Ladekapazität, Wasserverdrängung und die stabilste Bauweise hatte, wurde masawa genannt.
Malinowski war einer der wenigen westlichen Besucher Melanesiens, der den Bau eines solchen Kanus detailliert beschrieb, der sich über Monate, manchmal Jahre hinzog (und auch heute noch so lange dauert): vom Fällen der benötigten Bäume bis zur Jungfernfahrt. Ebenso Stuart Berde, Anthropologe aus den Vereinigten Staaten. Er verbrachte in den 1970er-Jahren ein Jahr auf der Insel Panaeati (Deboyne-Inseln/Papua-Neuguinea) und erforschte den Bau eines vergleichbaren Kanus. Auf derselben Insel dokumentierte die Schriftstellerin und Fotografin Milda Drüke im Jahr 2000 für ihr Buch Solomon Blue lückenlos den Bau eines hochseetüchtigen Auslegerkanus, das von den Einheimischen als waga enona bezeichnet wurde. Der Autor David Lews beschreibt in seinem Klassiker We, the Navigators, wie polynesische Seefahrer nach Sternen, Wolken und Strömungen navigierten.